# Noroeste (Comarca)
Die Comarca Noroeste ist eine der zwölf Comarcas in der autonomen Gemeinschaft Murcia.
Die im Westen gelegene Comarca umfasst 5 Gemeinden auf einer Fläche von 2.380,69 km².

## Gemeinden
| Gemeinde            | Einwohner (2024) | Fläche km² | Dichte Einw./km² | Cod INE | Postleitzahl |
| ------------------- | ---------------- | ---------- | ---------------- | ------- | ------------ |
| Bullas              | 11.793           | 82,17      | 144              | 30012   | 30180        |
| Calasparra          | 10.286           | 184,90     | 56               | 30013   | 30420        |
| Caravaca de la Cruz | 25.996           | 859,51     | 30               | 30015   | 30400        |
| Cehegín             | 14.476           | 299,29     | 48               | 30017   | 30430        |
| Moratalla           | 7.593            | 954,82     | 8                | 30028   | 30440        |
| Comarca Noroeste    | 70.144           | 2.380,69   | 29               | –       | –            |

1. ↑  Instituto Nacional de Estadística Municipal Register of Spain